# Visconde de Vale de Sobreira
Visconde de Vale de Sobreira é um título nobiliárquico criado por D. Carlos I de Portugal, por Decreto de data desconhecida, nos últimos anos do seu reinado, em favor de José Maria Dinis Vieira.
Titulares
1. José Maria Dinis Vieira, 1.º Visconde de Vale de Sobreira.